# Владиславув (гміна Ґарволін)
Владиславув (пол. Władysławów) — село в Польщі, у гміні Гарволін Ґарволінського повіту Мазовецького воєводства.
Населення — 88 осіб (2011).
У 1975-1998 роках село належало до Седлецького воєводства.

## Демографія
Демографічна структура станом на 31 березня 2011 року:
|          | Загалом | Допрацездатний вік | Працездатний вік | Постпрацездатний вік |
| -------- | ------- | ------------------ | ---------------- | -------------------- |
| Чоловіки | 40      | 9                  | 24               | 7                    |
| Жінки    | 48      | 10                 | 25               | 13                   |
| Разом    | 88      | 19                 | 49               | 20                   |